# Прасковья Иоанновна
Прасковья Иоанновна (Прасковья Ивановна; 24 сентября (4 октября) 1694, Москва — 8 (19) октября 1731, Санкт-Петербург) — царевна, младшая дочь Ивана V Алексеевича и Прасковьи Фёдоровны Салтыковой, племянница императора Петра I, родная сестра императрицы Анны Иоанновны.

## Биография
В Государственной Третьяковской галерее хранится мерная икона царевны с изображением св. Параскевы.
Детство Прасковьи прошло в Измайлово. Измайловский дворец и прилегающие к нему обширные сельские угодья Пётр, ставший после смерти своего единокровного брата Иоанна единодержавным государем, передал в собственность её матери, рано овдовевшей царицы Прасковьи.
Как и старших сестёр — Екатерину и Анну, — девочку обучали грамоте и прочим наукам. Воспитание было поручено немцам, которые в те времена считались лучшими учителями и пользовались особым почётом. Однако способностей младшая племянница Петра I не проявляла. «Вечно больная и недалёкая умом», — говорили о ней.
Принцесса Параскевия, вторая сестра царицы, отличается способностями, очень дурна лицом и худощава, здоровья слабого. Прасковья глупа и имеет такую же склонность к мужчинам, как и сестра.
В дневнике голштинского камер-юнкера Берхгольца написано: «она брюнетка и недурна собой», а леди Рондо, видевшая её незадолго до смерти, нашла, что, несмотря на сильное нездоровье, она «все-таки ещё красива».
Половцев пишет: «Оставаясь долгие годы неотлучно при своей суровой матери, царевна мало-помалу привыкла к рабскому подчинению её воле и утратила всякую самостоятельность. Когда умерла её мать, царевне Прасковье Иоанновне шел уже 30-й год, и на неё пали все хлопоты по разделу имущества и имений царицы, а затем по управлению ими. Что-то робкое и нерешительное проявляется во всех её действиях: для более успешного окончания разных дел она стала раздавать взятки влиятельным лицам, обращалась к князю Меншикову и к его жене с просьбами о себе и сестре и писала почтительные родственные письма во дворец».
В короткое царствование Петра II для Прасковьи Иоанновны образуется особый «двор», и она пользуется на своё прожитье весьма значительными по тому времени субсидиями из государственной казны: так, в 1728 году на содержание её двора отпускается из казны 12 тысяч рублей в год, а через год это содержание достигает 17 тысяч. В 1728 году Прасковье Иоанновне был пожалован в Москве дом, из принадлежавших кн. Меншикову и отписанных после его опалы в казну.
При воцарении сестры, Анны Иоанновны, материальное положение царевны ещё более улучшается.

### Брак

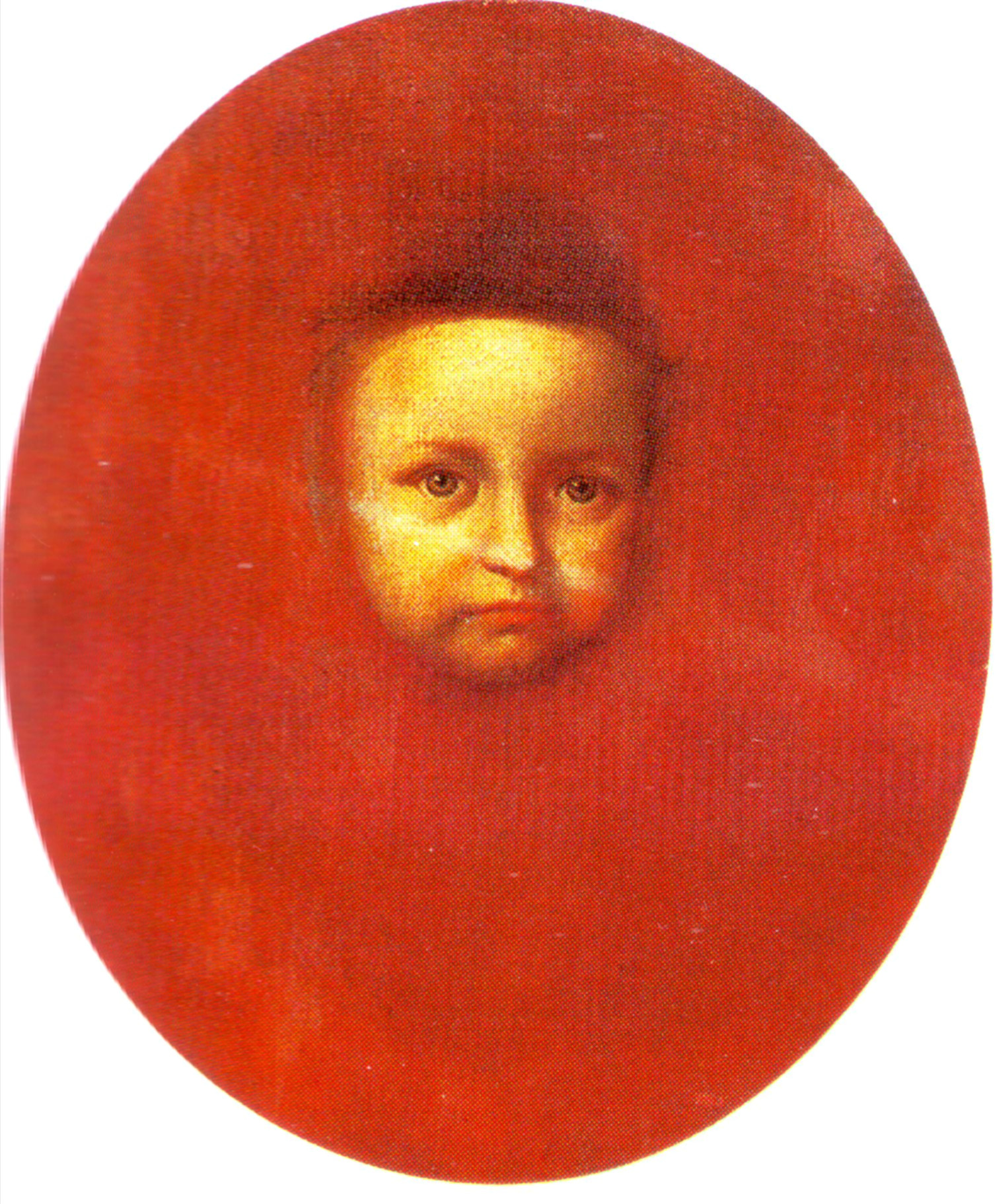
«Портрет ребёнка», Иван Никитин, 1730-е. Н. М. Молева и Э. М. Белютин атрибутировали работу как изображение сына царевны Прасковьи

В отличие от двух старших сестёр, Пётр не подыскал ей немецкого принца.
С согласия государя Прасковья — по другим указаниям — тайно обвенчалась — была замужем за генерал-аншефом Иваном Ильичом Старшим Дмитриевым-Мамоновым (1680—1730), происходящим из ветви рода Рюриковичей, утратившей княжеский титул. Это было вопиющим нарушением традиции.
Их сын родился в октябре 1724 года и умер около 1730 года.

### Кончина
Дмитриев-Мамонов скоропостижно умер 24 мая (4 июня) 1730 года, в то время, как ехал в карете с императрицей Анной Иоанновной. Прасковья Иоанновна пережила его на полтора года. На расходы по её погребению было отпущено московскому генерал-губернатору Г. П. Чернышеву 30 тысяч рублей.

Надпись на надгробии в Вознесенском монастыре: «Великаго государя царя и великаго князя Иоанна Алексеевича всея России самодержца дщерь самодержавнейшей же Всероссийской государыни императрицы Анна Иоанновны сестра родная благоверная государыня царевна и великая княжна Параскева Иоанновна, родилася сентября 24 дня 1695 году по долговременных болезнех на вечный неразрушаемый живота покой с великою милостию Божиею и упованием преселися в лето от Рождества Животодавца 1731 октября 9 дня то есть в пятом по полудни в первом часу а погребена ноября 1 дня тогож 1731 году: поживе 36 лет и 10 дней: блажени мертвии умирающие о господе апокалипсис гл. 14» (Утрачено).